# Episodi de Il giallo della poltrona (prima stagione)
La prima stagione della serie televisiva Il giallo della poltrona è stata trasmessa in anteprima nel Regno Unito dalla Independent Television tra il 21 febbraio 1978 e il 18 maggio 1978.
| nº | Titolo originale                            | Titolo italiano | Prima TV Regno Unito | Prima TV Italia |
| -- | ------------------------------------------- | --------------- | -------------------- | --------------- |
| 1  | Rachel in Danger (Part 1)                   |                 | 21 febbraio 1978     |                 |
| 2  | Rachel in Danger (Part 2)                   |                 | 23 febbraio 1978     |                 |
| 3  | Rachel in Danger (Part 3)                   |                 | 28 febbraio 1978     |                 |
| 4  | Rachel in Danger (Part 4)                   |                 | 2 marzo 1978         |                 |
| 5  | A Dog's Ransom (Part 1)                     |                 | 7 marzo 1978         |                 |
| 6  | A Dog's Ransom (Part 2)                     |                 | 9 marzo 1978         |                 |
| 7  | A Dog's Ransom (Part 3)                     |                 | 14 marzo 1978        |                 |
| 8  | A Dog's Ransom (Part 4)                     |                 | 16 marzo 1978        |                 |
| 9  | A Dog's Ransom (Part 5)                     |                 | 21 marzo 1978        |                 |
| 10 | A Dog's Ransom (Part 6)                     |                 | 23 marzo 1978        |                 |
| 11 | The Girl Who Walked Quickly (Part 1)        |                 | 28 marzo 1978        |                 |
| 12 | The Girl Who Walked Quickly (Part 2)        |                 | 30 marzo 1978        |                 |
| 13 | The Girl Who Walked Quickly (Part 3)        |                 | 4 aprile 1978        |                 |
| 14 | The Girl Who Walked Quickly (Part 4)        |                 | 6 aprile 1978        |                 |
| 15 | Quiet as a Nun (Part 1): The Tower          |                 | 11 aprile 1978       |                 |
| 16 | Quiet as a Nun (Part 2): The Chapel         |                 | 13 aprile 1978       |                 |
| 17 | Quiet as a Nun (Part 3): The Black Nun      |                 | 18 aprile 1978       |                 |
| 18 | Quiet as a Nun (Part 4): Witness and Wills  |                 | 20 aprile 1978       |                 |
| 19 | Quiet as a Nun (Part 5): Powers of Darkness |                 | 25 aprile 1978       |                 |
| 20 | Quiet as a Nun (Part 6): Death and Decision |                 | 27 aprile 1978       |                 |
| 21 | The Limbo Connection (Part 1)               |                 | 2 maggio 1978        |                 |
| 22 | The Limbo Connection (Part 2)               |                 | 4 maggio 1978        |                 |
| 23 | The Limbo Connection (Part 3)               |                 | 9 maggio 1978        |                 |
| 24 | The Limbo Connection (Part 4)               |                 | 11 maggio 1978       |                 |
| 25 | The Limbo Connection (Part 5)               |                 | 16 maggio 1978       |                 |
| 26 | The Limbo Connection (Part 6)               |                 | 18 maggio 1978       |                 |